# Калиш, Рышард
Ры́шард Ро́ман Ка́лиш (пол. Ryszard Roman Kalisz) (26 февраля 1957, Варшава) – польский политик, юрист, депутат польского парламента, бывший министр внутренних дел.

## Биография
Учился на юридическом факультете Варшавского университета. Заместитель председателя Главной ревизионной комиссии Социалистического союза польских студентов (пол. Socjalistyczny Związek Studentów Polskich, SZSP). С 1978 года член ПОРП. С 1987 года работал адвокатом.
С 1993 до 1996 года заместитель председателя Государственного Трибунала. Представитель  президента Польши в Конституционной комиссии Национальной ассамблеи. 1997–2000 статс-секретарь в Канцелярии президента Александра Квасьневского. С 2000 года член Совета Национальной Безопасности.
В 1999 году член-учредитель новой партии – Союза демократической левой фракции (пол. Sojusz Lewicy Demokratycznej).
В 2001 году впервые избран депутатом Сейма. В Сейме избран председателем законодательной комиссии.
В мае 2004 года назначен на пост министра внутренних дел и администрации в правительстве Марека Бельки.
На выборах 2005 года переизбран депутатом, получив самое большое количество голосов избирателей из кандидатов от своей партии.
На выборах 2007 года третий раз избран депутатом. 2 октября 2010 года участвовал в конгрессе поддержки Януша Паликота. Вследствие того потерял своё место в правительстве своей партии.
Известный оратор и полемист, участник многих телевизионных программ.